# Constantin Liebich

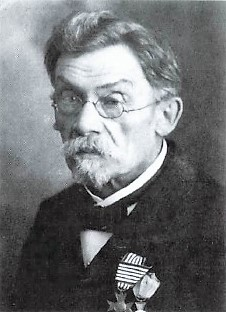
Constantin Liebich in den 1920er mit einem preußischen Verdienstkreuz für Kriegshilfe

Constantin Gebhard Liebich, auch Konstantin Heinrich Liebich (* 9. Juni 1847 in Breslau, Provinz Schlesien; † 29. Dezember 1928 in Berlin) war ein Journalist und Schriftsteller. Er wurde bekannt durch die Gründung der Schrippenkirche in Berlin-Wedding.

## Leben
Liebich wurde als Sohn eines Uhrmacher geboren. Er wuchs in Breslau in bitterer Armut auf. Später war er dort mit dem Schriftsteller Ernst Pfeiffer Betreiber der Zeitungskorrespondenz Liebich & Pfeiffer. Pfeiffer führte diese in Berlin fort.
Im Jahr 1880 kam er als wandernder Drechslermeister nach Berlin, nachdem sein Versuch, nach Amerika auszuwandern, scheiterte. In Berlin wurde er ein begeisterter Anhänger des Hofpredigers Adolf Stoecker, als er dem „Älteren Evangelischen Jünglingsverein“ beitrat. Er war zugleich Mitglied der Evangelischen Versöhnungsgemeinde. Unter dem Einfluss von Adolf Stoecker wurde Liebich Journalist der konservativen Presse und trat auch der Christlich-sozialen Partei bei. So schrieb er beispielsweise für die Zeitung Der Reichsbote, die ultrakonservative Kreuzzeitung und den Bundesboten.
Liebich nahm im September 1882 mit hunderten christlichen jungen Männern am Treffen der „Deutschen Jünglingsvereine“ am Hermannsdenkmal im Teutoburger Wald teil und war dort vom deutsch-amerikanischen Evangelisten und Gründer des ersten CVJM in Deutschland Friedrich von Schlümbach so beeindruckt, dass es ein Erweckungserlebnis für ihn wurde und er in einem Vortrag im Jahr 1882 zur „aktiven, christlichen Liebestätigkeit“ für Obdachlose aufrief. Etwas später im Herbst gründete Liebich den „Verein Dienst an Obdachlosen“, der 1883 in das christliche Vereinshaus in der Müllerstraße 6 zog. Im selben Jahr veröffentlichte er den Roman Der Somnambule oder der schlafende Prediger und 1894 den Roman Obdachlos – Bilder aus dem sozialen und sittlichen Elend der Arbeitslosen sowie 1897 den Roman Im Abgrund. In den beiden letztgenannten Romanen thematisierte er die Lage der Arbeits- und Obdachlosen.
Am 29. September 1900 wurde der „Verein Dienst an Arbeitslosen“ als Eigentümer des Grundstücks in das Grundbuch eingetragen. Ein Jahr später begann der Bau des Anbaus in der Hussitenstraße 71 und eines Quergebäudes. Im selben Jahr gab Constantin Liebich den Vereinsvorsitz auf und war von dort an von 1902 bis 1908 Direktor des Vereins.
Liebich entwickelte 1902 in dem sozialen Roman Ein Arbeitsheer das erste Konzept eines ländlichen Arbeitsdienstes, in dem Arbeitslose und Obdachlose aus den Städten verschwinden und in militärisch verwalteten Gemeinwesen Ödland bewirtschaften sollten.
Am 5. April 1925 starb seine Ehefrau Louise Pauline Auguste Bertha Liebich geb. Stritzke um 15:00 Uhr in der Kreuzbergstraße 44. Liebich verstarb am 29. Dezember 1928 um 17:30 in seiner Wohnung in der Kreuzbergstraße 44 in Berlin-Kreuzberg. Er wurde später auf dem Dreifaltigkeitsfriedhof II in Berlin-Kreuzberg bestattet.

## Werke
- Somnambule, der im Schlafe geistig-hellsehende Prediger, oder: Des Arbeiters und Käthners in Groß-Golle bei Jannowitz August Schüler Lebenslauf, Zustand und Predigten. Berlin 1883.
- Der Verein „Dienst an Arbeitslosen“ – Nachricht über die ersten sechs Jahre seines Bestehens. Selbstverlag, Berlin 1888.
- Constantin Liebich, Prof. Dr. Adolph Wagner (Vorwort): Obdachlos. Bilder aus dem sozialen und sittlichen Elend. Wiegandt & Grieben, Berlin 1894, ISBN 1-235-56406-1, S. 256 (eingeschränkte Vorschau in der Google-Buchsuche).
- Im Abgrund. Sozialer Roman. Berlin 1897.
- Das Arbeitsheer: ein Zukunftsbild der staatlichen Beseitigung der Arbeitslosigkeit. Berlin 1902.
- Die Verschlechterung unserer Bauweise. Bodenreform, 1910 (bei DigiZeitschriften [PDF]).
- Der Verein Dienst an Arbeitslosen, eingetr. Verein: sein Werden u. Wachsen, sein Wirken u. Wollen: im auftrage des Vorstandes dargest. Berlin 1916 (16 S.).

## Rezeption
| In Form von | Datierung        | Künstler          | Ort                         | Bild | Erläuterung                                                                                               | Näheres                                                               |
| ----------- | ---------------- | ----------------- | --------------------------- | ---- | --- | --------------------------------------------------------------------- |
| Gedenktafel | 31. Oktober 1988 |                   | Ackerstraße 7, Berlin       |      | Die Gedenktafel wurde zum Gedenken für Liebichs Verein Dienst an Arbeitslosen angebracht.                 |                                                                       |
| Skulptur    | 30. August 2007  | Michael Sprengler | Ackerstraße 136/137, Berlin |      | Die Skulptur in Form einer Schrippe wurde zum Gedenken für Liebichs Idee der Schrippenkirche aufgestellt. | Die Skulptur ist aus Sandstein gefertigt und wiegt ungefähr 6 Tonnen. |